# مایکل مایلسن
مایکل مایلسن (انگلیسی: Michael Michaelsen; ۱۱ آوریل ۱۸۹۹ – ۱۳ اوت ۱۹۷۰) بوکسور اهل دانمارک بود.